# Kopalnia Węgla Kamiennego Paweł

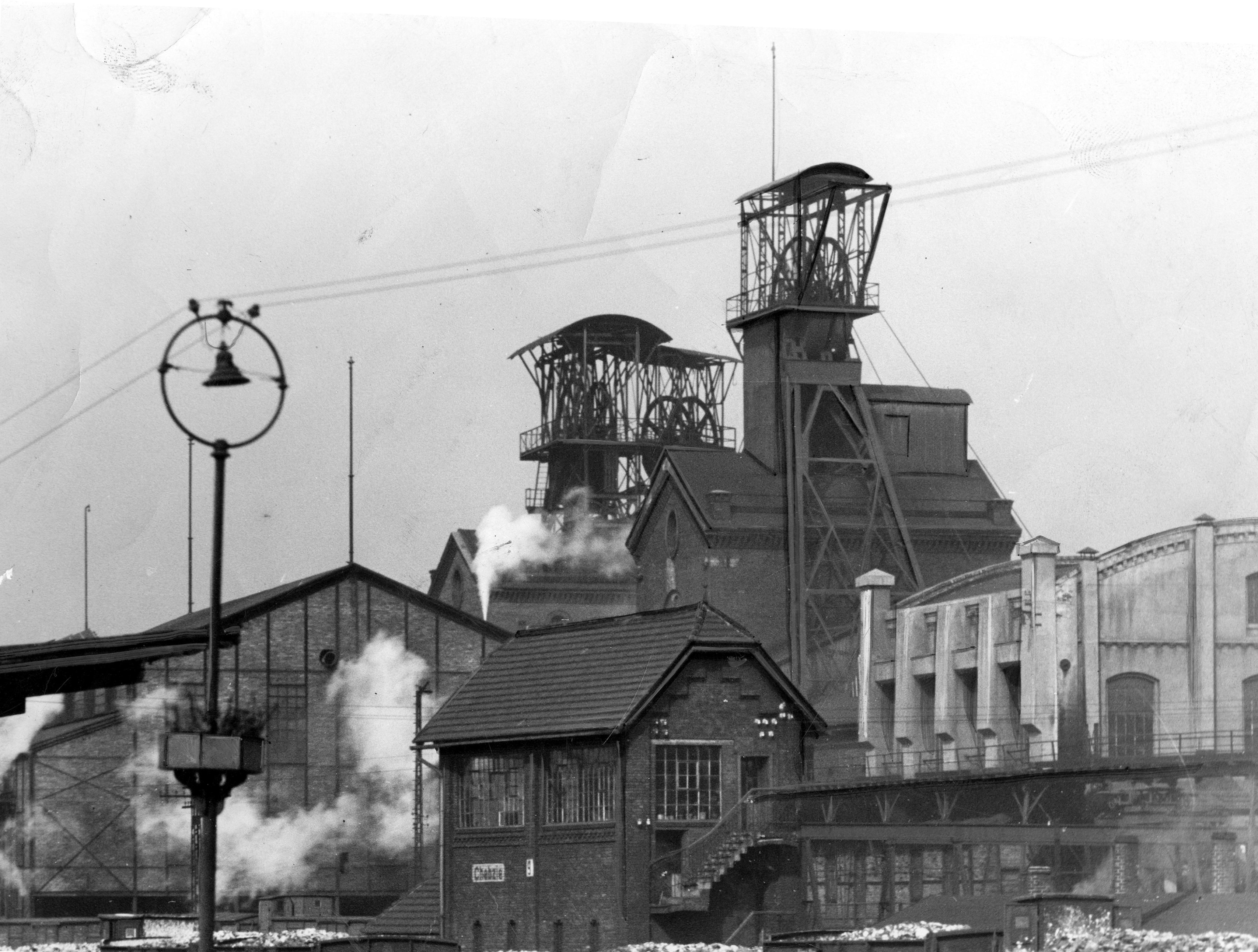
Das Steinkohlenbergwerk Paweł, 1934

Das Steinkohlenbergwerk Paweł (polnisch Kopalnia Węgla Kamiennego Paweł; deutsche Bezeichnungen Paulusgrube und Godulla-Schachtanlage) ist ein stillgelegtes Steinkohlenbergwerk im Ortsteil Chebzie von Ruda Śląska, Polen.

## Geschichte
Das Bergwerk Paulus in Ruda-Morgenroth/Chebzie, Orzegów und Godullahütte/Godula wurde am 24. Juni 1842 durch Karl Godulla gegründet. Es umfasste Steinkohlenfelder und Gruben, die schon teilweise 17 Jahre zuvor verliehen worden waren. Dies waren die Felder „Rosalie“ (verliehen 1825), „Neue Bergfreiheit“ (1842), „Margarethe“ (1841), „Jaroslav“ (1842), „Vorwerk“ (1843), „Neu-Orzegów“ (1839) und „Steinbruch“ (1847). Zwischen 1861 und 1881 kamen noch die Felder „Schomberg“, „Bergfreiheit“, „Sonnenblume“, „Neu-Orzegów II, III und IV“ und „Margarethe II und III“ hinzu. Anfänglich wurden diese Felder durch die Schächte „Sophie“, „Schlegel“ und „Beate“ erschlossen.
Im Jahr 1882 fassten die Gräflich Schaffgotsch’schen Werke die Verwaltung aller von Karl Godulla und später von Johanna von Schaffgotsch erworbenen Steinkohlenfelder und -bergwerke im Bereich der Städte Beuthen und Ruda unter dem Namen consolidierte Paulus-Hohenzollern-Grube zusammen. Paulus wurde eine von mehreren Schachtanlagen dieses Bergwerks.
Die unmittelbar an der Bahnlinie Zabrze-Kattowitz liegende Paulusgrube dieses Bergwerks verfügte zunächst über die beiden Schächte „Godulla“ und „Schaffgotsch“, die um 1912 eine Teufe von 340 Metern hatten und von den 180-m- und der 240-m-Sohlen Steinkohle aus den Flözen „Einsiedel“, „Ober- und Niederbank“, „Schuckmann“, „Georg“ und „Veronica“ zu Tage hoben. Alle genannten Flöze hatten zusammen eine Mächtigkeit von 14,5 Metern Außerhalb der fördernden Schachtanlage befanden sich die einziehenden Wetterschächte „Schlegelschacht“ (240 m tief; Nordfeld), der „Südschacht“ (220 m) und der „Kronprinzenschacht“ (240 m).
1922 wurde der Name der Zeche in Paweł geändert. „Godullaschacht“ wurde „Paweł I“ und „Schaffgotsch“ in „Paweł II“ umbenannt. Während des Zweiten Weltkriegs hat das Bergwerk wieder den Namen Paulus erhalten und gehörte nach Kriegsende bis 1957 zum Rudaer ZPW (Zjednoczenie Przemysłu Węglowego), danach zum Beuthener ZPW.
Zwischen 1953 und 1956 wurde auf dem Gebiet des Bergwerks Walenty-Wawel ein Zentralförderschacht abgeteuft, dessen Kapazität ausreichte, die Kohle der einander benachbarten Bergwerke Walenty-Wawel und Paweł zu Tage zu heben. Nachdem 1971 im Nordfeld dann auch ein Durchschlag zwischen beiden Bergwerken realisiert war, wurden sie zu dem (neuen) Bergwerk Wawel fusioniert und auf Paweł die Förderung eingestellt.
Mit Ausnahme eines Wasserturms und eines Stellwerks an dem Übergabepunkt zwischen der Staats- und der Zechenbahn erinnert heute nichts mehr an dieses bedeutende Bergwerk.

## Förderzahlen
1873: 271.00 t; 1938: 864.436 t; 1970: 892.700 t